# Холокост
Вижте пояснителната страница за други значения на Холокост.
Шоа пренасочва насам.  За филма вижте Шоа (филм).
Холокостът (от гръцкото ὁλόκαυστον – ὁλόν „напълно“ и καυστον „изгаряне“) е геноцидът над приблизително шест милиона европейски евреи по времето на Втората световна война, като елемент от програма за целенасочено унищожаване, планирана и изпълнена от Нацистка Германия. Понякога понятието бива заменяно с термина „шоа“ (Иврит: השואה), което на иврит означава „разрушение“ или „голяма катастрофа“.
Други етнически, политически и социални групи – цигани, комунисти, хомосексуални, Свидетели на Йехова, масони, съветски военнопленници, политически затворници и инвалиди също са преследвани и унищожавани от този режим. Много изследователи не включват тези групи в определението за Холокоста и го определят само като геноцид спрямо евреите (Хана Прайс и др.), или както нацистите го наричат „окончателно решение на еврейския въпрос“ („Die Endlösung der Judenfrage“). Ако се вземат предвид и нееврейските жертви на нацистките репресии, общият брой на загиналите обикновено се оценява на девет до единадесет милиона, в по-крайни оценки – до 26 милиона души. Това се обяснява с факта, че броят на убитите съветски военнопленници (около 5 – 10 милиона) е по-голям от този на избитите евреи (6 милиона). Освен това на геноцид са подложени различни социални групи от хора от окупираните от Германия страни.
Истинността на доказателствата за Холокоста, както и най-често соченият брой на жертвите – шест милиона, системата на масови екзекуции с газови камери и т.н. се оспорват от някои историци и публични личности, известни като „историци-ревизионисти“.
В редица европейски страни, предимно тежко засегнати от идеологията на националсоциализма като Германия, Австрия, Франция и др. отричането на Холокоста се счита за престъпление. Например в Германия, която е най-засегната от нацизма, отричането на Холокоста се преследва от „закона за публичното одобряване, отричане или омаловажаване на действията на националсоциалистическия режим, което може да наруши общественото спокойствие“. Според едно доста оспорвано решение на германския Конституционен съд по този въпрос: „Дори такива твърдения да са част от научно изследване или хипотеза, те могат да обосноват наказуемост, защото защитата на свободата на словото не е валидна за съзнателно изнасяне на факти, определени като „доказано лъжливи“ от германското законодателство“.

## Етимология на името
Терминът Холокост идва от гръцки език и означава животинско жертвоприношение, предлагано на боговете, при което holos (цялото животно) изгаря напълно (kaustos). латинската му форма holocaustum за първи път е употребена през 1190-те при описание на масови убийства на евреи. Дълги години думата е използвана за означаване на масови жертвоприношения или масови убийства.
От 1960-те години насам значението на думата е геноцид над евреи. Алтернативни наименования, ползвани в Германия са геноцид над евреите (der Völkermord an den Juden) и шоа (Shoah).

## Периодизация
Съгласно показанията пред Международния трибунал на сътрудника от СС Дитер Вислицени, преследването и унищожаването на евреи е разделено на три етапа: до 1940 г. – решение на еврейския въпрос в Германия и заетите от нея области с помощта на планирано изселване. Втората фаза започва по това време: концентрация на всички евреи в окупирана Полша и другите заети от Германия източни области под формата на гета. Този период продължава приблизително до началото на 1942 г. Третият период е така нареченото „окончателно решение на еврейския въпрос“, тоест планомерното унищожение на еврейския народ. Вислицени потвърждава, че под термина окончателно решение се е разбирало именно физическото унищожение на евреите и той е видял заповедта за това, подписана от Хайнрих Химлер.
Кратката еврейска енциклопедия разделя Холокоста на 4 етапа:
- Януари 1933 – август 1939 г. – от момента, в който Хитлер става райхсканцлер на Германия, до нападението над Полша.
- Септември 1939 – юни 1941 г. – от момента на включването на западна Полша в състава на райха и създаването на Генерал-губернаторството до нападението над СССР.
- Юни 1941 – есента на 1943 г. – от момента на нападението над СССР до пълното унищожение на гетата на територията му.
- Зимата на 1943 – май 1945 г. – от началото на масовата депортация на евреите от Западна Европа в лагерите на смъртта до края на войната.

## Предистория
От края на 19 век, в средите на германските и австрийските пангерманисти получават развитие идеите на расовия антисемитизъм, в чиито рамки евреите се разглеждат в качеството на носители на някои биологично вродени недостатъци, и затова всеки евреин представлява за расистите опасност за съществуването на нацията. Германските националсоциалисти, начело с Адолф Хитлер правят расовия антисемитизъм крайъгълен камък в идеологията си. Въпросът за това, как да се избави от евреите, занимава Хитлер още от младостта му. Идвайки на власт, Хитлер започва да превръща идеите си в реалност.

## Положение на евреите по време на войната
С началото на Втората световна война, нацистите завладяват региони с компактно еврейско население – Полша, Прибалтика, Украйна, Беларус.
Изследователят Соломон Шварц, автор на излязлата през 1966 г. в Ню Йорк книга „Евреите в Съветския съюз от началото на Втората световна война“, доказва, че в СССР нищо не е било направено за своевременната евакуация и спасения на евреите от нацистите.

### Изолация на евреите
Всички евреи подлежат на регистрация и са задължени да носят на дрехите си отпред и отзад специални отличителни знаци – така наречените лати. Най-често те се правят под формата на шестовърха звезда.
Инфраструктурната изолация на евреите се осъществява най-вече в гета, концентрационни лагери и лагери на смъртта.
Създавайки места за принудително изолиране на евреи, нацистите преследват следните цели:
- Облекчаване на предстоящата им ликвидация.
- Предотвратяване на потенциалната им съпротива.
- Получаване на безплатна работна сила.
- Получаване на симпатиите на останалото население.

#### Гета
В големите градове (по-рядко – в малки) се създават еврейски гета, където се прогонва цялото еврейско население на града и околностите. Най-голямото гето е създадено във Варшава – в него са държани до 480 000 евреи.
На територията на СССР най-големите гета са тези в Лвов (409 хиляди души, просъществувало от ноември 1941 до юни 1943 г.) и Минск (около 100 хиляди души, ликвидирано на 21 октомври 1943 г.).

### Масови разстрели
Еврейското население на СССР е унищожавано, по правило, непосредствено на местоживеенето му от т.нар. айнзацгрупи (на немски: Einsatzgruppen) на СС, както и от украински и прибалтийски колаборационисти. С унищожаването на евреите в окупираната Одеска област се занимават румънските войски. По цяла Прибалтика, в Украйна, Беларус, почти до всеки град, и в близост до много села се намират т.нар. „ями“ – естествени оврази, където са събирани и разстрелвани мъже, жени и деца. Първата масова акция е на 24 юни 1941 г.: членовете на зондеркомандата „Тилзит“, състояща се от полиция от Източна Прусия, разстрелват около 100 евреи в литовското селце Кретинга.
В края на юли 1941 г., в Каунас са убити от немците и литовските им поддръжници хиляди евреи; от 60-те хиляди евреи във Вилнюс, около 45 хиляди загиват в хода на масовите разстрели в оврази около Понари, продължили до края на 1941 г. Вълната от масови убийства преминава през цяла Литва. Към началото на 1942 г. остатъци от еврейските общини са съхранени само в градовете Каунас, Вилнюс, Шауляй и Швенчис. В Латвия, в течение на няколко седмици, е унищожено цялото еврейско население на провинциалните градове; запазват се само общностите в Даугавпилс, Рига и Лиепая. От 33 хиляди евреи в Рига, двадесет и седем хиляди са убити в края на ноември – началото на декември 1941 г. Приблизително тогава са изтребени евреите в Даугавпилс и Лиепая. Значителна част от малобройното еврейско население в Естония, чиято пълна немска окупация настъпва през септември 1941 г., успява да се евакуира дълбоко в Съветския съюз. Приблизително хиляда евреи са събрани в лагер край Талин, около 500 от тях са убити през същия месец; останалите са изтребени постепенно. В Естония загиват общо 963 евреи.
Малко евреи от Беларус успяват да се евакуират дълбоко в страната. На 27 юни 1941 г., в Бялисток са убити две хиляди евреи, а след няколко дни – още няколко хиляди. В течение на пет дни, около 80 хиляди евреи от Минск и околностите му са събрани в гето (създадено на 20 юли 1941 г.). До началото на зимата са убити над 50 хиляди души. През първите месеци на окупацията е изтребена по-голямата част от евреите във Витебск, Гомел, Бобруйск и Могильов. 12 от 23-те гета, създадени в Беларус и в окупираните части на РСФСР (преди всичко в Смоленска област), са ликвидирани до края на 1941 г., а други 6 – през първите месеци на 1942 г.
В Западна Украйна, немците и местните колаборационисти устройват погроми още в края на юни – началото на юли 1941 г. В Лвов, в периода 30 юни – 3 юли са убити 4 хиляди евреи, а на 25 – 27 юли – около 2 хиляди. Няколко дни след превземането на Луцк от германците, там са убити 2 хиляди евреи; от 27-те хиляди евреи в Ровно, 21 хиляди са убити през ноември 1941 г.
Евреите от Централна и Източна Украйна, които не успяват да се евакуират до идването на германците, споделят участта на еврейското населения от източноевропейските области (например разстрелите в Бабин Яр, Дробицкий Яр в Харков). Настъплението на германските войски на изток и окупацията на обширни територии на СССР довежда до това, че под властта на нацистите попадат части от еврейското население, успяло по-рано да се евакуира от западните райони на страната в началото на военните действия. Много еврейски общности в Украйна са напълно унищожени. От 70 еврейски центрове в довоенна Украйна, 43 са унищожени още през 1941 г., а останалите – до средата на 1942 г.
След завземането от немците в края на октомври 1941 г. на почти целия Крим, там са убити при активното съдействие на местното население около пет хиляди кримски евреи (кримчаки) и още около 18 хиляди еврейски жители.

### Окончателното решение на еврейския въпрос
На 31 юли 1941 г., Херман Гьоринг подписва заповед за назначаването на лидера на Главното управление за имперска сигурност, Райнхард Хайдрих, за отговорен за „окончателното решение на еврейския въпрос“.
В средата на октомври 1941 г. започва депортация на евреите от Германия в гета в окупирана Полша, Прибалтика и Беларус.
През януари 1942 г., на Ванзейската конференция е одобрена програма за „окончателното решение на еврейския въпрос“. Това решение не се афишира. Евреите от Германия, Франция, Холандия, Белгия се изпращат на изток, в лагери и гета в Полша и Беларус, с твърдението, че това преселване е временно. В Полша се създават лагери на смъртта, които въобще не са разчетени за преживяване на голям брой хора, а за бързото унищожение на новопристигналите. Местата за строителство на първите (Хелмно и Белжец) са избрани още през октомври 1941 г. В началото на декември 1941 г., лагерът на смъртта в Хелмно започва да функционира.
През юли 1942 г. започват масови депортации от Варшавското гето в лагера на смъртта в Треблинка.

## Основни характеристики на Холокоста
1. Основната характеристика на Холокоста е преднамереното убийство, изтребление на една цяла нация, включително мъже, жени и деца, което довежда до унищожаването на 60% от евреите в Европа[27] и около една трета от еврейското население на Земята. Освен това е извършен геноцид и са унищожени между една четвърт и една трета от циганското население. Други групи, които са преследвани са поляци, литовски и украински колаборационисти[28], както и 3 милиона[29] съветски военнопленници. На тотално изтребление са подлагани също чернокожи, душевноболни, недъгави, нетрудоспособни, както и хомосексуалисти.
2. Създадена е система за масово унищожение на хора, намерени са списъци с многобройни имена на потенциални жертви, както и доказателства за убийства. По време на Втората световна война в окупираните от Германия територии са създадени така наречените лагери на смъртта, където са убити милиони хора. Технологиите за масовите убийства са усъвършенствани непрекъснато.
3. Провеждани са жестоки и често напълно нехуманни медицински експерименти, провеждани от нацистите с хора от концентрационните лагери.

### Лагерите на смъртта в нацистка Германия

#### Дахау
Концентрационните лагери, наричани още лагери на смъртта започват да се създават почти веднага след идването на власт на Адолф Хитлер. На 22 март 1933 г. се появява първият и най-дълго съществувал от поредицата – Дахау, който се намира в предградието на едноименното градче Дахау, разположено в близост до Мюнхен. Той е построен като изправителен лагер за политическите противници на властта. През него преминават над 200 000 души, предимно от Европа, като 41 500 от тях намират смъртта си в него. Освободен е от американските войски на 29 април 1945 г.

#### Бухенвалд
През 1937 г. недалече от Ваймар е построен концлагерът Бухенвалд, който е известен с надписа над входа „Jedem das Seine“ („Всекиму своето“). От края на 1930-те до 1945 г. в Бухенвалд са били унищожени повече от 56 хил. души от общо 240 000 задържани. Отначало в него са затваряни криминални престъпници, немски комунисти, социалдемократи и представители на други антифашистки сили. По-късно основният контингент на лагера стават евреите, военнопленниците и циганите. Тук са провеждани и редица медицински експерименти. Освободен е от американската армия на 11 април 1945 г.

#### Аушвиц – Биркенау
По заповед на Хайнрих Химлер от 27 април 1940 година е създаден концлагерът Аушвиц – Биркенау, намиращ се покрай град Освиенцим в окупирана Полша, на 60 километра от Краков. Той е предназначен за масово унищожение на хора. На 14 юни 1940 г. пристига първият транспорт – 728 поляци. Концлагерът се състои от Аушвиц 1, Аушвиц 2 (по-известен като Аушвиц-Биркенау) и Аушвиц 3. В него също са извършвани медицински експерименти. Лагерът бива компрометиран и открит от въздуха, след което силите на СС взривяват газовите камери и евакуират почти всички арестанти. Освободен е от Червената армия, като в него са намерени повече от един милион дрехи, приблизително 45 000 чифта обувки и седем тона човешка коса.

#### Други
На територията на Полша, Австрия, Чехия, Латвия и други източноевропейски страни са съществували също лагерите Маутхаузен, Заксенхаузен, Треблинка, Саласпилс и много други.

### Медицински експерименти
Целта на работата в Аушвиц на д-р Менгеле, била да разгадае тайните на генното инженерство и да открие начини за премахването на долнокачествените човешки гени от генома на населението, с цел да се създаде германска супер раса.
Менгеле запълвал времето си, освен селекциите и побоите, и с други най-разнородни жестокости, сред които дисекция на живи бебета; кастрация на момчета и мъже без упойка; както и подлагането на жени на високоволтов ток, за да се провери тяхната издръжливост. Веднъж Менгеле стерилизирал група полски монахини с рентгенов апарат, причинявайки на светите жени ужасни изгаряния. През 1981 г. прокуратурата на Западна Германия излиза със 78 различни обвинения срещу Менгеле, обявявайки го за отговорен в едни от най-ужасните и чудовищни престъпления срещу човечеството, сред които: „Съзнателно и преднамерено участие в селекциите на затворници от болничния сектор, такива, които поради гладуване, лишения, изтощение, болест, малтретиране или по друга причина са били негодни за работа или, за които се е смятало, че няма да се възстановят достатъчно бързо… Избраните били убивани чрез инжекция, разстрел или болезнено задушаване до смърт със синилна киселина в газовите камери, за да се освоби място за `по-годни` затворници, избрани от него или другите доктори от СС… Смъртоносните инжекции съдържали фенол, петрол, евипал, хлороформ или просто въздух, който се вкарвал в сърдечната камера. Менгеле извършвал екзекуциите или със собствените си ръце или заповядвал на някои от есесовките санитари да го направи, докато той наблюдавал отстрани“. Близнаците били любимите му обекти и се ползвали със специалната привилегия да запазят собствената си коса и дрехи, а освен това получавали и допълнителни дажби храна. Близнаците бивали пощадени от незабавна екзекуция, но ги очаквала доста по-жестока съдба. Менгеле разполагал със специални бараки за своите близнаци, а също и за джуджетата, сакатите и други „екзотични екземпляри“. Тези бараки били наричани Зоологическата градина на Менгеле. Предварителните прегледи на близнаците представлявали чисто рутинен процес. Децата попълвали въпросник, били претегляни и измервани. Но в ръцете на Менгеле ги очаквала доста по-страшна участ. Той ежедневно взимал от своите любимци кръвни проби, които изпращал на професор фон Вершуер в Берлин. Той инжектирал кръвни проби от един близнак на друг с различна кръвна група и си водел записки за реакциите му, които обикновено протичали със свирепо главоболие и висока температура продължаващи няколко дни. За да определи дали е възможно цветът на очите да се променя по генетичен път, Менгеле инжектирал боя в зрителните органи на няколко двойки близнаци. Като резултат от това се получавали болезнени инфекции и понякога дори слепота. В случай, че някой от тези близнаци починел, Менгеле изваждал очите му и ги забождал на стената в кабинета си, точно както един биолог забожда насекоми за колекцията си. Малките деца били държани в изолирани клетки и били подлагани на различни дразнители, за да се проследяват реакциите им. Някои от близнаците били стерилизирани или кастрирани. Много от тях се разделяли с органите и крайниците си по време на страховитите операции на Менгеле, които той изпълнявал без упойка. Други близнаци били инжектирани със заразни агенти, за да се види за колко време болестта ще ги надвие. Децата, които вече не му вършели работа, понякога сам придружавал към газовите камери, обяснявайки разходката като игра наречена „на път към комина“.
Друг експеримент е била дисекцията на живи хора. Отстранявали са се стомаси, сърца и други органи, както и крайници без анестезия, за да се установи, колко време може да оцелее дадения индивид.